# Alfred Rzegocki
Alfred Andrzej Rzegocki (ur. 14 maja 1947 w Stalowej Woli, zm. 29 października 2020 w Sandomierzu) – polski samorządowiec, menedżer sportu, w latach 1997–2002 prezydent Stalowej Woli.

## Życiorys
Syn Józefa i Karoliny. Ukończył Technikum Elektryczne w Nisku, a następnie studia w Akademii Wychowania Fizycznego w Warszawie. Był pracownikiem Huty Stalowa Wola. Trenował drużynę koszykarską Stali Stalowa Wola. Był również menedżerem w tym klubie.
W latach 90. zasiadł w radzie miejskiej. W 1997 objął urząd prezydenta Stalowej Woli po śmierci Andrzeja Gajca. Sprawował go także w następnej kadencji samorządu, tj. w latach 1998–2002. W bezpośrednich wyborach w 2002, będąc kandydatem lokalnego ugrupowania Podkarpackie Forum Samorządowe, przegrał w drugiej turze z Andrzejem Szlęzakiem. W 2005 był bezpartyjnym kandydatem z listy PiS do Sejmu, a w 2006 ponownie ubiegał się bezskutecznie o miejską prezydenturę. W 2010 powrócił do działalności samorządowej, uzyskując mandat radnego rady miejskiej, a w 2014 i 2018 z listy PiS był wybierany do rady powiatu stalowowolskiego.
Zmarł 29 października 2020 w sandomierskim szpitalu, chorował na COVID-19.
W 2002 odznaczony Złotym Krzyżem Zasługi.